# Рок за Бобров
Рок за Бобров — белорусский музыкальный фестиваль, который проводится пивоваренной компанией «Сябар» в Бобруйске и Минске в формате open-air.

## История
22 июля 2017 года состоялся 10-й юбилейный фестиваль, который собрал около 25 000 человек на аэродроме «Боровая» в Минске. В фестивале приняли участие «Brutto», «Чайф», «Каста», NaviBand, Сплин, Give way!, Anacondaz.
4 августа 2018 года прошел XI фестиваль, который собрал рекордные 45 000 зрителей. Участвовали группы «ДДТ», «Ляпис 98», «Сплин», «ЛСП», «Звери», «Noize MC», «Лоуна», «Дай дорогу!», «J:МОРС».
Должен был пройти фестиваль в 2020 году, но из за пандемии был перенесен на 2021 год, 7 августа он был проведен.
В 2022 году фестиваль не состоялся из за того что артисты не могут выступить по причине ситуации в мире, и будет перенесен на 2023 год.
В 2023 году фестиваль также не состоялся из за затянувшийся подготовки, и переносится на 2024 год.
В 2024 году фестиваль никаких дат и никакой информации по фестивалю не сказал. В том же году фестиваль прекратил существование.
12 декабря 2024 года сайт перестал быть доступным по данным Wayback Machine.
С декабря 2024 года сайт больше не доступен.